# Philadelphia Eagles 2005
La stagione 2005 dei Philadelphia Eagles è stata la 73ª disputata dalla franchigia nella National Football League. Gli infortuni e le distrazioni create da Terrell Owens affossarono la squadra un anno dopo avere raggiunto il Super Bowl. Fu la prima stagione dal 2000 in cui non raggiunse i playoff.

## Calendario

### Stagione regolare
| Turno | Data               | Avversario          | Risultato          | Stadio                     | Ora                | TV                 | Pubblico           |
| ----- | ------------------ | ------------------- | ------------------ | -------------------------- | ------------------ | ------------------ | ------------------ |
| 1     | 12/9/2005          | Atlanta Falcons     | S 14–10            | Georgia Dome               | 9:00 PM EST        | ABC                | 70,806             |
| 2     | 18/9/2005          | San Francisco 49ers | V 42–3             | Lincoln Financial Field    | 1:00 PM EST        | FOX                | 67,727             |
| 3     | 25/9/2005          | Oakland Raiders     | V 23–20            | Lincoln Financial Field    | 1:00 PM EST        | CBS                | 67,735             |
| 4     | 2/10/2005          | Kansas City Chiefs  | V 37–31            | Arrowhead Stadium          | 1:00 PM EST        | FOX                | 78,742             |
| 5     | 9/10/2005          | Dallas Cowboys      | S 33–10            | Texas Stadium              | 4:15 PM EST        | FOX                | 63,199             |
| 6     | Settimana di pausa | Settimana di pausa  | Settimana di pausa | Settimana di pausa         | Settimana di pausa | Settimana di pausa | Settimana di pausa |
| 7     | 23/10/2005         | San Diego Chargers  | V 20–17            | Lincoln Financial Field    | 1:00 PM EST        | CBS                | 67,747             |
| 8     | 30/10/2005         | Denver Broncos      | S 49–21            | Invesco Field at Mile High | 4:15 PM EST        | FOX                | 76,530             |
| 9     | 6/11/2005          | Washington Redskins | L 17–10            | FedExField                 | 8:30 PM EST        | ESPN               | 90,298             |
| 10    | 14/11/2005         | Dallas Cowboys      | S 21–20            | Lincoln Financial Field    | 9:00 PM EST        | ABC                | 67,739             |
| 11    | 20/11/2005         | New York Giants     | S 27–17            | Giants Stadium             | 1:00 PM EST        | FOX                | 78,626             |
| 12    | 27/11/2005         | Green Bay Packers   | V 19–14            | Lincoln Financial Field    | 4:15 PM EST        | FOX                | 67,665             |
| 13    | 5/12/2005          | Seattle Seahawks    | S 42–0             | Lincoln Financial Field    | 9:00 PM EST        | ABC                | 67,637             |
| 14    | 11/12/2005         | New York Giants     | S 26–23 (dts)      | Lincoln Financial Field    | 4:05 PM EST        | FOX                | 67,443             |
| 15    | 18/12/2005         | St. Louis Rams      | V 17–16            | Edward Jones Dome          | 4:15 PM EST        | FOX                | 65,382             |
| 16    | 24/12/2005         | Arizona Cardinals   | S 27–21            | Sun Devil Stadium          | 4:00 PM EST        | FOX                | 44,723             |
| 17    | 1/1/2006           | Washington Redskins | S 31–20            | Lincoln Financial Field    | 4:15 PM EST        | FOX                | 67,700             |